# Luigi Beccali
Luigi Beccali (Milão, 19 de novembro de 1907 - Daytona Beach, 29 de agosto de 1990) foi um atleta italiano, campeão olímpico e recordista mundial dos 1500 metros.
Beccali participou pela primeira vez dos Jogos Olímpicos em Amsterdã 1928, conseguindo apenas a sexta colocação. Apesar de trabalhar diariamente como supervisor de manutenção de estradas, ele treinava duas vezes por dia, muitas vezes secretamente nas próprias estradas que fiscalizava.  Em Los Angeles 1932, tornou-se o primeiro italiano a conquistar uma medalha de ouro olímpica no atletismo, ao vencer os 1500 m, com a marca de 3m51s2, novo recorde olímpico. Um ano depois, na Universíade, em Turim, igualou o recorde mundial vigente em 3m49s2 e em setembro de 1933 fez a melhor marca do mundo em Milão, 3m49s0, que permaneceria como recorde italiano durante 23 anos.
Nos Jogos Olímpicos de Berlim, em 1936, Beccali não conseguiu repetir o feito anterior, mesmo assim conseguindo uma medalha de bronze, numa prova vencida pelo neozelandês John Lovelock. Após estes jogos ele mudou-se para os Estados Unidos e encerrou a carreira em 1941.
Estabelecendo-se no país, passou a trabalhar como comerciante de vinhos. Morreu na Flórida, aos 82 anos, em 1990.